# Zažablje
Zažablje est une municipalité située en Dalmatie, dans le comitat de Dubrovnik-Neretva, en Croatie. Au recensement de 2001, la municipalité comptait 912 habitants, dont 99,67 % de Croates.
Mlinište est le siège de la municipalité.

## Localités
La municipalité de Zažablje compte 6 localités :
- Badžula - 88
- Bijeli Vir - 327
- Dobranje - 9
- Mlinište - 419
- Mislina - 67
- Vidonje - 2